# IPP Trophy 1992
L'IPP Trophy 1992 è stato un torneo di tennis facente parte della categoria ATP Challenger Series nell'ambito dell'ATP Challenger Series 1992. Il torneo si è giocato a Ginevra in Svizzera dal 17 al 23 agosto 1992 su campi in terra rossa.

## Vincitori

### Singolare
Sergio Cortés ha battuto in finale  Filip Dewulf con il punteggio di 6–7, 6–2, 6–4

### Doppio
Filip Dewulf /  Tom Vanhoudt hanno battuto in finale  Alfonso Mora /  Marcelo Rebolledo con il punteggio di 6–3, 6–2